# Sapsaam Dim
Sapsaam Dim (xinès tradicional: 13点, pinyin: Shísān diǎn, literalment 'Tretze punts', en anglés: Miss 13 dots), és una sèrie de còmics de Hong Kong realitzada per l'artista Lee Wai Chun, que narra les aventures d’una adolescent rica i interessada en la moda. Sapsaam Dim ha sigut un dels còmics més venuts a Hong Kong i el sud-est asiàtic. Entre les influències hi trobem la sèrie Richie Rich.
El nom de la sèrie, Zai-se-ti, literalment traduït com "13 punts", és un terme de l'argot xangaiés usat per a referir-se a dones joves frívoles. El personatge principal és la filla d'un banquer milionari, el Mr. Cash, i d'una mare indulgent, Mrs. Lovelly. Igual que Richie Rich, la sèrie es va centrar en les seues aventures luxoses i poc realistes. La moda occidental va ser un dels focus principals de la sèrie; s'estima que als primers 28 números es presentaven més de 1.700 peces de roba diferents, i els lectors portaven còpies del còmic a sastres per fer-ne vestits d'imitació. Miss 13 Dots va ser concebuda i rebuda com una icona feminista en un període de canvi per a les dones a Hong Kong; Lee va dir que "pot fer el que li agrada, prendre les seues pròpies decisions, tindre les seues pròpies idees". En els anys seixanta i per més de tres anys, Sapsaam Dim va vendre més de 50.000 exemplars al mes. La serialització va finalitzar en la dècada dels huitanta, però posteriorment se n'han publicat de noves.